# Cethosia bankana
Cethosia bankana är en fjärilsart som beskrevs av Hans Fruhstorfer 1912. Cethosia bankana ingår i släktet Cethosia och familjen praktfjärilar. Inga underarter finns listade i Catalogue of Life.